# واج‌شناسی
واج‌شناسی یا فونولوژی (به انگلیسی: phonology) یکی از زیرشاخه‌های زبان‌شناسی است که به بررسی نظام آوایی زبان می‌پردازد و جایگاه عناصر آوایی زنجیری و زبرزنجیری را در نظام زبان مشخص می‌کند. در این حوزه، مسائلی مانند آوا، واج، واج‌گونه، گام یا پایه، هجا، تکواژ، تکیه، آهنگ، رکن و وزن شعر مورد بررسی قرار می‌گیرند. بررسی زنجیره‌های علائمِ زبان اشاره و نظامِ آوایی زبان‌گونه‌ها هم جزو همین حوزه محسوب می‌شود.

## واج‌ها
در دانش زبان‌شناسی به کوچکترین جزءِ کلام، «واج» می‌گویند. (مانندِ آ، ب، پ، …،ن، و، ه، ی) واج‌هایی که برای تولیدشان در دهان نیاز به مانع باشد «همخوان» می‌گویند و واج‌هایی را که بدون مانع در برابر جریان هوا در دهان ساخته می‌شوند را «واکه» می‌نامند.
گاهی پیش می‌آید که واج‌گاهِ برخی واج‌ها‌ متنوع باشد؛ یعنی یک واج با تفاوتِ کوچکی، به شکلِ متفاوتِ دیگری هم اَدا شود. به این «اَشکالِ گوناگون»، واج‌گونه‌های یک واج می‌گوییم. برای اینکه مشخص کنیم که محصولاتِ واج‌گاه‌‌های گوناگون را واج‌های متفاوت حساب کنیم یا واج‌گونه‌های یک واج، نیاز به واژگانی به نامِ «جفت‌های کمینه» (minimal pair) به عنوان معیار داریم. در این واژه‌ها همهٔ آواها (phonem) مگر یک آوایشان با هم یکسان اند. اگر تک‌آوایِ متفاوتشان باعث تغییر معنا بشود، آن دو آوا را دو واج جداگانه حساب می‌کنیم ولی اگر باعث تغییر معنا نشود، آنان را واج‌گونه‌های یک واج حساب می‌کنیم. برای نمونه /پ/ و /ب/ در واژه‌هایی مانند «پاک» و «باک» باعث دگرگونی معنایی می‌شوند. در اینجا /پ/ و /ب/ را واحدهای صوتی تمایزبخش یا به عبارتی، «واج» می‌گوییم. اما مثلا تفاوتِ واج‌گاهیِ واجِ کاف در واژگانِ «کاسه» و «کافه» در مقایسه با «کیف» و «کتاب»، واج‌گونه محسوب می‌شود. (اگر دقت بکنید، زبان برای تلفظِ «ک» در «کاسه» و «کافه» عقب‌تر به کامْ (سقفِ دهانْ) برخورد می‌کند به نسبتِ «ک» در دو واژه‌ی پسین.) دو آوا که در یک زبان خاصیت تمایز بخشیدن دارند ممکن است در زبان دیگر این خاصیت را نداشته باشند. برای نمونه در زبان فارسی، /v/ و /w/ هر دو، یک واج به حساب می‌آیند ولی در زبان انگلیسی این‌طور نیست و هر کدام واجی جداگانه اند. بررسی عملکرد واج‌ها و تنظیم آنها در یک شبکه یا دستگاه را واج‌شناسی گویند.

## هجا
هجاها بر اساس اصل توالی رسایی (Sonority Sequencing Principle) ایجاد می‌شوند. معمولاً یک واکه در مرکز هجا و چند همخوان در آغازه و پایانه هجا قرار می‌گیرند.

## رویکردهای نظری در واجشناسی
- واجشناسی خطی
- واجشناسی خودواحد
- نظریه بهینگی
- واجشناسی کارکردگرا

### کتابشناسی
- «واجشناسی: نظریه بهینگی»، محمود بی‌جن‌خان، تهران: انتشارات سمت، ۱۳۸۴.
- «واجشناسی: رویکردهای قاعده‌بنیاد»، عالیه کرد زعفران‌لو کامبوزیا، تهران: انتشارات سمت، ۱۳۸۵.
- «واجشناسی: تحلیل نظام آهنگ زبان فارسی»، محرم اسلامی، تهران: انتشارات سمت، ۱۳۸۴.
- «آواشناسی زبان فارسی»، یدالله ثمره، تهران: مرکز نشر دانشگاهی، ۱۳۶۴.